# Seminarieskolen
Seminarieskolen er en dansk folkeskole, der er beliggende i Gug i Aalborg Kommune.
Skolen er opført i 1966 og er tegnet af arkitekterne Nils Andersen og Salli Besiakov. Navnet refererer til naboen, Aalborg Seminarium, hvis bygninger er opført året før og tegnet af samme arkitekter. Oprindeligt var skolen en del af seminariet og fungerede som forsøgsskole, men i 1988 købte Aalborg Kommune skolen og har siden drevet den som andre folkeskoler.
Seminarieskolen består af seks sammenhængende bygninger fordelt på fire fløje, der vender fra syd til nord. Derudover har skolen en idrætshal, som ligger alene. 
Seminarieskolen har omkring 490 eleever fra 0. til 9. klasse.
I 2023 planlagde Aalborg kommune at sammenlægge Seminarieskolen med byplanvejen skole. I 2024 blev størstedelen af byplanvejens skolens elever skiftet over til Seminarieskolen. Sammenlægningen af skolerne blev fejret første skoledag i 2024, og skolen tog et nyt navn, Solbakkeskolen.